# Philip Thompson (Politiker)
Philip Thompson (* 20. August 1789 bei Harrodsburg, Mercer County, Kentucky; † 25. November 1836 in Owensboro, Kentucky) war ein US-amerikanischer Politiker. Zwischen 1823 und 1825 vertrat er den Bundesstaat Kentucky im US-Repräsentantenhaus.

## Werdegang
Philip Thompson erhielt nur eine begrenzte schulische Ausbildung. Während des Britisch-Amerikanischen Krieges von 1812 war er Leutnant in der US Army. Nach einem anschließenden Jurastudium und seiner Zulassung als Rechtsanwalt begann er in Hartford in diesem Beruf zu arbeiten. Später verlegte er seinen Wohnsitz und seine Praxis nach Owensboro.
Politisch war Thompson Mitglied der Demokratisch-Republikanischen Partei, für die er dem Repräsentantenhaus von Kentucky angehörte. In den 1820er Jahren schloss er sich der Fraktion um Präsident John Quincy Adams und Henry Clay an. Bei den Kongresswahlen des Jahres 1822 wurde er im damals neugeschaffenen elften Wahlbezirk von Kentucky in das US-Repräsentantenhaus in Washington, D.C. gewählt, wo er am 4. März 1823 sein neues Mandat antrat. Bis zum 3. März 1825 absolvierte er eine Legislaturperiode im Kongress. Nach seinem Ausscheiden aus dem US-Repräsentantenhaus praktizierte Thompson bis zu seinem Tod im November 1836 wieder als Anwalt.